# Jack McLoughlin
Jack Alan McLoughlin (South Brisbane, 1º febbraio 1995) è un ex nuotatore australiano specializzato nello stile libero.

## Biografia
Rappresentò l'Australia ai Giochi olimpici estivi di Rio de Janeiro 2016 nella gara dei 1500 metri stile libero, concludendo al nono posto in classifica.
Ai Giochi del Commonwealth di Gold Coast 2018 vinse l'oro nei 1500 metri e l'argento nei 400 metri stile libero.
Ai Giochi PanPacifici dei Tokio 2018 vinse la medaglia d'oro nei 400 metri stile libero, e quella di bronzo negli 800 e 1500 metri stile libero.
Con i connazionali Clyde Lewis, Kyle Chalmers, Alexander Graham, Mack Horton e Thomas Fraser-Holmes, si laureò campione del mondo nella staffetta 4x200 metri stile libero ai mondiali di Gwangju 2019.

## Palmarès
- Giochi olimpici

Tokyo 2020: argento nei 400m sl.
- Mondiali

Gwangju 2019: oro nella 4x200 m sl.
- Giochi PanPacifici

Tokio 2018: oro nei 400m sl, bronzo negli 800m sl e nei 1500m sl.
- Giochi del Commonwealth

Gold Coast 2018: oro nei 1500m sl e argento nei 400m sl.
- Universiadi

Gwangju 2015: argento nei 400m sl e nella 4x200m sl.
- Mondiali giovanili

Dubai 2013: argento nella 4x200m sl.

## International Swimming League
| Stagione 2019 |
| ------------- |
| NY Breakers   |